# Anita O'Day
Anita O'Day, echte naam Anita Belle Colton (Chicago, 18 oktober 1919 – West Hollywood, 23 november 2006), was een Amerikaanse jazz-zangeres.
Ze begon haar carrière in 1934 bij een zanggezelschap dat toerde door het middenwesten van de Verenigde Staten. In 1936 besloot ze professioneel zangeres te worden.
Het verhaal gaat dat in haar kinderjaren per ongeluk de huig zou zijn verwijderd, terwijl men alleen haar keelamandelen had willen knippen. Als dat het geval zou zijn geweest, dan had het in ieder geval geen nadelig effect op haar zangkwaliteiten.
Zij was de eerste artieste die de klassieker Vaya con Dios opnam.
- Biblioteca Nacional de España: XX1015562
- Bibliothèque nationale de France: cb138980671 (data)
- Gemeinsame Normdatei: 119162067
- International Standard Name Identifier: 0000 0001 1450 4718
- Library of Congress Control Number: n81013286
- Nationale Bibliotheek van Letland: 000068268
- MusicBrainz: 9516242e-ab62-4e6e-8404-c453668567c2
- Nationale Bibliotheek van Tsjechië: xx0012678
- Nationale Bibliotheek van Israël: 987007327646305171
- Nationale Bibliotheek van Polen: a0000002597585
- Nederlandse Thesaurus van Auteursnamen: 069591105
- Istituto Centrale per il Catalogo Unico: UBOV524934
- LIBRIS: 282863
- SNAC: w60295x3
- Système universitaire de documentation: 136852661
- Trove: 876391
- Virtual International Authority File: 85381576
- WorldCat: E39PBJxGWfHbCXwtfYJRhV3YT3